# Île Tiguit
L’île Tiguit est une îlot de Nouvelle-Calédonie appartenant administrativement à Hienghène.